# 赤松持貞
赤松 持貞（あかまつ もちさだ）は、室町時代前期の武士。赤松氏庶流・春日部家3代当主。足利将軍家の近習。

## 生涯
祖父・赤松貞範が家督争いに敗れて以降、子孫は足利将軍家の近習となった。
赤松顕則の子として誕生。室町幕府4代将軍・足利義持より偏諱を受けて持貞と名乗り、義持に近習として仕えた。持貞が将軍・義持の側近として文献記録上に登場するのは応永23年（1416年）頃である。義持が有力守護大名の子息と伏見で遊んだ際に同行した義持近習の中に赤松越州（持貞）・富樫兵部大輔（満成）らの名前が見られる。また、『満済准后日記』応永30年6月17日条には義持の「御供近習」として赤松越後守（持貞）の名前が挙げられている。
持貞は義持の側近として主に寺社との交渉などを担当した。応永29年（1422年）に義持が満済に雨乞いを依頼した時、「赤松越後守奉書」によって命令が出されたことが知られている。こうした奉書は本来は奉行衆の役目であったが、持貞は義持側近としてその業務を行ったことが知られている。さらに『満済准后日記』には持貞が満済ら祈祷僧の祈祷巻数を管理して祈祷の依頼者である義持に報告していたことを示す記事が頻出する。また、義持の評定にも参加していた持貞の意見が採用されたことも確認できる。
応永34年（1427年）、理由は定かではないが主君・義持が赤松満祐を追放して寵臣の持貞に3ヶ国の守護職を与えようとする噂が広がった。事実として赤松満祐は守護職継承の認可を得ようと3度も申請したが3度とも義持に握り潰された。これに立腹した満祐は西洞院の自宅を放火すると、領国の播磨国に戻り籠城の準備を開始した。
事態を憂慮した幕臣は管領・畠山満家らが中心となって収拾策を模索する。義持が何の咎もない満祐を敵視したのは義持の近習に春日部家の赤松持貞がいるためだと判断した幕臣は、政治的に解決するために、持貞を処分することにした。持貞に課せられた罪状は「義持の妻女との密通」であり、義持が絶対的な信任を置く高橋殿の密書による告発という形を取らせた。これによって持貞は自害に追い込まれた。なお、春日部家は持貞の甥・貞村が継ぐことになった。持貞の嫡男・家貞は赤松姓から田原姓へと変えて京を追放され、播磨に逃れた。